# ارل کامرون
ارل کامرون (انگلیسی: Earl Cameron؛ زادهٔ ۸ اوت ۱۹۱۷ – درگذشته ۳ ژوئیه ۲۰۲۰)  هنرپیشه اهل بریتانیا بود. وی از سال ۱۹۵۱ میلادی تا ۲۰۱۳ مشغول فعالیت بوده‌است.
از فیلم‌ها یا برنامه‌های تلویزیونی که وی در آن نقش داشته است می‌توان به گلوله آتشین، ملکه، مترجم، وحی، یاقوت کبود، سافاری، سیمبا و رسالت اشاره کرد. او در فیلم رسالت مصطفی عقاد در نقش نجاشی ظاهر شده بود.